# 精靈 (中土大陸)

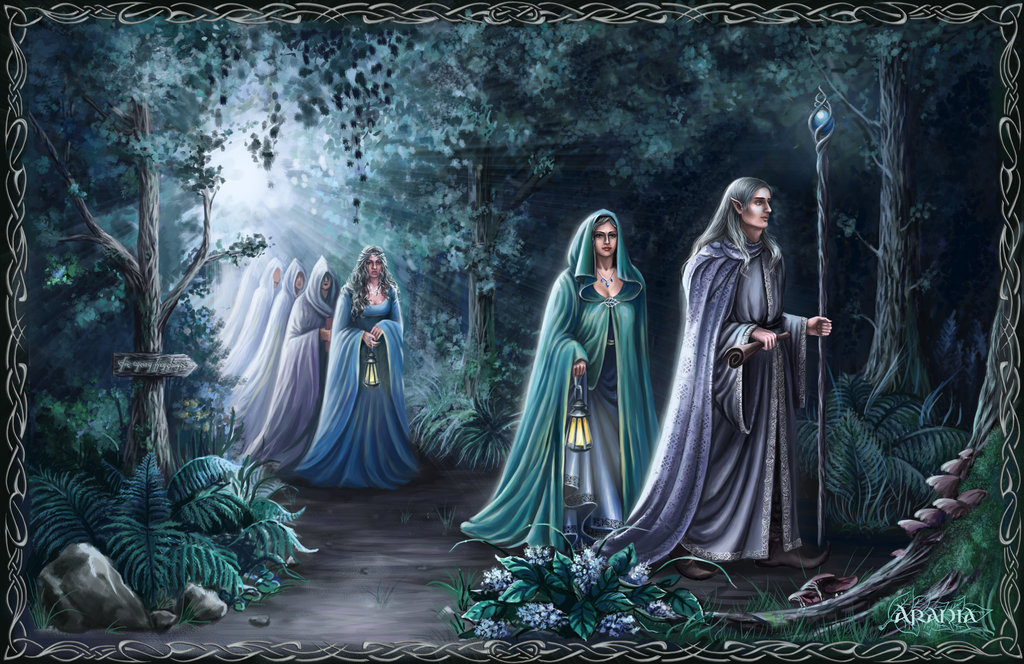
正欲離去中土大陸的精靈族。

在托爾金（J.R.R. Tolkien）的奇幻小說世界中土大陸裡，精靈（英語：Elves；昆雅語：Quendi 会用声音说话的）是一類居住在阿爾達（Arda）裡面的種族。精靈出現於《哈比人歷險記》和《魔戒》兩部作品中，但精靈更加詳細且曲折的歷史則出現在《精靈寶鑽》一書中。
昆雅語和辛達林語都是精靈的語言。

## 生理
據托爾金的設定，精靈是不會老且不會自然死亡的，且精靈的體能遠較人類強大、外型也較好看，他們能從會導致人類死亡的重傷中完全回復，但即使如此，精靈依舊是可能會被殺害等原因而死去的，但即使精靈死去，他們的靈魂也不會離開阿爾達，而會前往曼督斯的殿堂，直至重生或世界末日為止。
1971年托爾金接受專訪，在談到精靈的壽命時表示：「我不得不用永生这个詞，但並不是说他們就真的不会消亡。他們只是壽命很長而已，只要棲息的世界還在他們大概就能一直活下去。」
根據某些傳說，半獸人這種生物可能是由被天魔王魔苟斯帶去烏塔莫的精靈所扭曲而來的。

## 歷史
雙樹紀時，精靈甦醒於庫維因恩（Cuiviénen）一帶，後在身為維拉並發現精靈存在的歐羅米的帶領下，精靈們開始進行大遠行，向西前往維林諾，大遠行使精靈分化成多個不同族群，那些拒絕離開參加大遠行的，便成了亞維瑞族精靈；而參加大遠行的，則根據其前進的程度和來源等，分成凡雅族、諾多族和帖勒瑞族等不同的族群。另外，見過雙聖樹光芒的精靈族群，在昆雅語又稱卡拉昆第（Calaquendi），也称作阿曼雅（Amanyar，“阿门洲的”）；而沒見過雙聖樹光芒的，在昆雅語則稱作摩瑞昆第（Moriquendi）；另進行大遠行但留在中土大陸的精靈又稱烏曼雅（Úmanyar，“非阿门洲的）。
大遠行後，諾多族和凡雅族在阿門洲安頓下來，這段期間，諾多族精靈最高君王芬威的長子費諾成功地捕捉雙聖樹的光芒，並打造出了三顆所謂的精靈寶鑽，但不幸地，後來魔茍斯結束了他的刑期，魔茍斯和昂哥立安聯手摧毀了雙聖樹，還殺了芬威，這一連串的事件，使得費諾震怒，並進而導致了諾多族大動亂及之後第一紀元的許多事件，包括三次的親族殘殺及之後在中土大陸貝爾蘭地區的許多對抗魔茍斯的戰役。
憤怒之戰（War of Wrath）後，魔茍斯被推翻，第二紀元開始。第二紀元和第三紀元的時期，精靈大都居住於林頓、伊瑞詹、羅斯洛立安和瑞文戴爾等地。這段期間，原為魔茍斯手下的索倫成為新一代的魔王，並誘騙精靈製造了精靈三戒，但之後精靈一族察覺到索倫的真面目，並對索倫開戰。在第二紀元末，中土大陸的精靈更是與某些人類組成了精靈及人類最後同盟，將索倫擊敗。
儘管精靈及人類最後同盟擊敗了索倫，但至尊魔戒尚未毀滅，索倫的威脅猶在。第三紀元末，至尊魔戒被毀，精靈的時代也結束，大部份中土大陸的精靈都在之後從米斯龍德坐船離開。

## 族系分類
托爾金筆下的精靈分成不同的族群，其分類較為複雜，背後並牽涉到小說中這些精靈的歷史。詳情可見精靈分裂一文。
托爾金筆下的精靈族群如下：
- 卡拉昆第
  - 凡雅族
  - 諾多族
- 摩瑞昆第
  - 帖勒瑞族
    - 南多族
    - 辛達族

  - 亞維瑞

## 創作
魔戒電影的概念設計師艾倫·李曾表示托爾金的精靈跟童話故事中的小精靈有很大差別，而比較接近於凱爾特傳說中的精靈:72
童話故事中的小精靈形象曾經出現在托爾金年輕時寫的詩歌如《小妖精的腳》之中，但他後來作品裡比人類還高貴的中土大陸精靈卻明顯與之不同。

## 改編描述
在彼得·傑克森執導的《魔戒電影三部曲》中，精靈被描繪成公正、優雅和富有智慧的生物。電影設計團隊表示精靈是片中最難以設計的種族，他們的造型經過多次的修改和試驗。傑克森與編劇法蘭·華許、菲利帕·鮑恩斯皆非常關注精靈的造型設計，確保所有與精靈相關的物件都有種超脫世俗的美:72。傑克森也表示挑選飾演精靈的演員較為困難：「他們首先要很美麗，而且很純真無邪，然後要擁有不老的容顏，要看上去和我們這些凡夫俗子很不一樣。」